# Шамбала (народ)
Шамбала́ (шамбаа, самбаа, васамбаа, самбара) — народ групи банту у Східній Африці.

## Територія проживання, чисельність, мова і релігія
Люди шамбала проживають на північному сході Танзанії в гірській області Усамбала (або Усамбара). Включають групи різного походження, відчутний вплив на шамбала мали і мають суахілі.
Чисельність народу шамбала, разом з близькими зігула 930 тис. осіб.
Розмовляють мовою кішамбала, однією з банту мов.
В релігійному відношенні дуже неоднорідні — зберігають традиційні вірування, є мусульмани-суніти, християни-протестанти тощо. Біблія перекладалась частково у 1896-1960 роки.

## Дані про історію, суспільство, господарство і культуру
У XIX столітті завдяки розвитку мінової торгівлі між суахілі з узбережжя і народами внутрішньої частини Східної Африки в шамбала утворилось державне утворення на чолі з спадковим вождем сімбамвене. засновником став Мбеґна. Найбільшого піднесення держава набула за часів Кімвері е Нюмбаї.
Традиційні заняття людей шамбала — ручне підсічно-вогневе землеробство (основна культура — банани; також кукурудза, бобові, маніок, батат, товарні культури — рис, кава, бавовник, тютюн, овочі); в долинах розводять велику і дрібну рогату худобу, курей. Розвинуто відхідництво в міста.
Культурно люди шамбала дуже близькі до суахілі.
Традиційні уявлення — віра в духів предків. До 60-их років ХХ століття зберігались статеві і вікові групи та обряди, ініціації тощо.